# Kråkornas fest
Kråkornas fest (originaltitel: A Feast for Crows), är den fjärde romanen i Sagan om is och eld-serien av den amerikanska författaren George R.R. Martin. Romanen publicerades först den 17 oktober 2005 i Storbritannien, med en utgåva i USA den 8 november 2005.
I maj 2005 meddelade Martin att "blotta storleken" av hans fortfarande oavslutade manuskript för Kråkornas fest hade fått honom och hans förläggare att dela berättelsen i två böcker. I stället för att dela upp texten kronologiskt i hälften valde Martin att istället dela upp materialet efter handlings plats, vilket resulterade i "två romaner som äger rum samtidigt". Kråkornas fest publicerades månader senare och fokuserar främst på södra Västeros. Den samverkande romanen Drakarnas dans, som fokuserar på andra platser som Norden, muren och Essos, släpptes den 12 juli 2011. Martin noterade också att Sagan om is och eld-serien sannolikt skulle bli totalt sju romaner.
Kråkornas fest var den första romanen i serien som debuterade som nummer 1 på listan över New York Times bästsäljarlista, en prestation bland fantasiförfattare som bara tidigare uppnåtts av Robert Jordan och Neil Gaiman. År 2006 nominerades romanen till Hugopriset och Locuspriset. Det har sedan dess anpassats, tillsammans med Drakarnas dans, för TV som den femte säsongen av Game of Thrones, även om delar av romanen dök upp i seriens fjärde och sjätte säsong.

## Handling
De fem kungarnas krig kommer långsamt till sitt slut. Kungarna Robb Stark och Balon Greyjoy har dödats. En anspråkare till tronen, Stannis Baratheon, har gått för att bekämpa invaderande vilda stammar vid norra muren, där Robbs halvbror Jon Snow har blivit 998:e befälhavare av Nattens väktare, ordningen som är ansvarig för att skydda muren. Den åtta år gamla kungen Tommen Baratheon härskar nu i Kungshamn under regenteringen av hans mor, Cersei Lannister. Krigarkvinnan Brienne av Tarth har skickats av Cerseis bror (och älskare) Jaime Lannister i uppdrag att hitta Robbs syster Sansa Stark. Sansa gömmer sig i Dalen, skyddad av sin mors barndomsvän Petyr Baelish, som har mördat sin maka Lysa Arryn och utnämnt sig till Dalens beskyddare och förmyndare av Lysas son, den åtta år gamla Lord Robert Arryn.

## Huvudpersoner
Handlingen i Kråkornas fest följs ur tretton olika personers perspektiv. Till skillnad från sina föregångare följer den fjärde romanen också många mindre karaktärer.
- Cersei Lannister, änkedrottningen – 10 kapitel
- Brienne av Tarth, riddare svuren att skydda Catlyn Starks barn – 8 kapitel
- Jaime Lannister, tvillingbror till drottning Cersei – 7 kapitel
- Samwell Tarly, edsvuren broder av Nattväktare som beskyddar Westeros  – 5 kapitel
- Arya Stark, landsflykting och syster till Sansa  – 3 kapitel
- Sansa Stark, äldre syster till Arya och gömd i Dalen – 3 kapitel
- Aeron Greyjoy, yngre bror till kung Balon av Järnöarna och präst – 2 kapitel
- Victarion Greyjoy, yngre bror till kung Balon av Järnöarna och befälhavare för Järnflottan – 2 kapitel
- Arianne Martell, äldsta dotter till lord Martell – 2 kapitel
- Asha Greyjoy, dotter till kung Balon av Järnöarna – 1 kapitel
- Areo Hotah – 1 kapitel
- Arys Oakheart – 1 kapitel
- Prolog: Pellejöns – 1 kapitel

## Publikation
Martin planerade ursprungligen att den fjärde boken skulle kallas Drakarnas dans med att berättelsen började fem år efter händelserna i Svärdets makt (främst för att främja åldrarna för de yngre karaktärerna). Under skrivprocessen upptäckte han att detta ledde till en överbelastning av tillbakablickar för att fylla i mellanrummen. Efter tolv månader av arbete med boken bestämde Martin sig för att överge mycket av det som tidigare hade skrivits och börja om igen, denna gång plockade han upp omedelbart efter slutet av Svärdets makt. Han tillkännagav detta beslut, tillsammans med den nya titeln Kråkornas fest den 1 september 2001. Han meddelade också att Drakarnas dans skulle bli den femte boken i serien.

## Mottagning
Remy Verhoeve från The Huffington Post konstaterade i deras recension Drakarnas dans 2011 att den femte romanen var tvungen att "reparera några av de skador som gjorts av Kråkornas fest, som uppriktigt sagt kändes som om det skrivits av en spökskrivare ibland." Båda böckerna hade "samma strukturella problem", eftersom de var "spretiga och osammanhängande" och enligt hennes åsikt har Kråkornas fest de mindre intressanta karaktärerna. Rachael Brown från The Atlantic sa i deras Drakarnas dans-recension att Kråkornas fest var "dyster och långsam" och "saknade i högsta grad" Daenerys Targaryen, Tyrion Lannister och Jon Snow.